# Buteo plagiatus
Buteo plagiatus (лат.) — вид птиц из семейства ястребиных. Подвидов не выделяют.

## Таксономия
Иногда данный вид помещают в род Asturina как Asturina plagiata.

## Распространение
Обитают в Мексике и Центральной Америке, США (часть территории Аризоны и Техаса), на севере Южной Америки.

## Описание

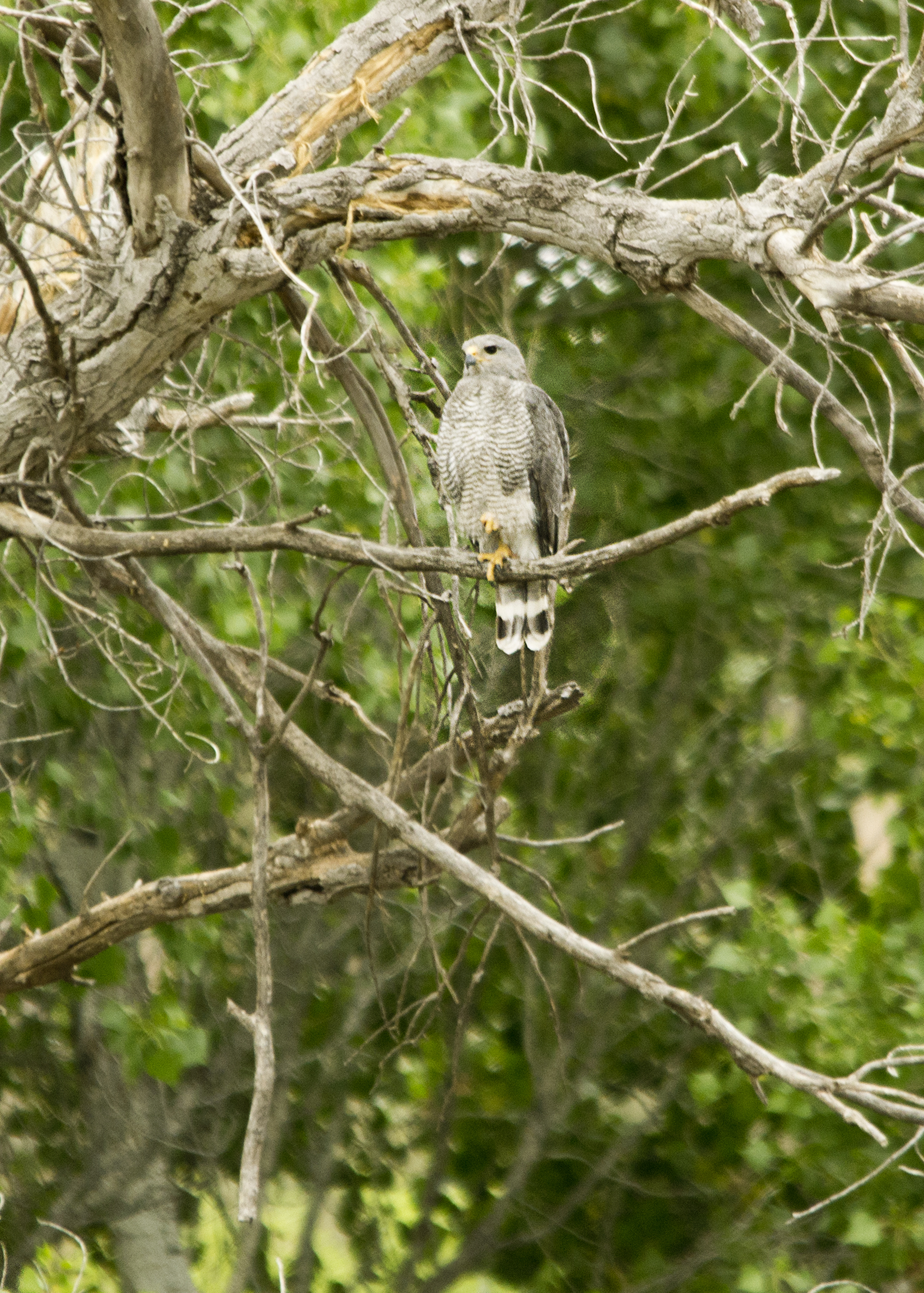
Около Феникса, Аризона (США)

Ястребы среднего размера, самка заметно крупнее самца. Общая длина: самец около 41 см, самка около 44 см (Oberholser 1974); диапазон 37-46 см (май 1935 г., Блейк 1977 г.).
Самцы и самки похожи по окраске, при этом самка немного темнее. Верхняя сторона тела и макушка умеренно-серые. Нижняя сторона состоит из мелко-полосатого узора серого и белого цветов. Подкрылья беловатые, с небольшой серой полосой. Чёрный хвост с узкой серо-коричневой концевой полосой и тремя белыми проксимальными полосами. Глаза тёмно-коричневые; клюв и когти чёрные, ноги ярко-желтые.

## Биология
Питаются ящерицами, птицами, грызунами. Рацион зависит от местных условий.